# Pseudananchys
Pseudananchys is een geslacht van uitgestorven zee-egels uit de familie Echinocorythidae.

## Soorten
- Pseudananchys rydzewski Kongiel, 1936 †
- Pseudananchys speetonensis Smith & Wright, 2012 †
- Pseudananchys stephensoni Cooke, 1953 †